# Fatsani: A Tale of Survival
Fatsani: A Tale of Survival es una película dramática de Malawi de 2020 dirigida por Gift Sukez Sukali. Fue seleccionada como la entrada de Malawi a la Mejor Película Internacional en los 94.ª Premios de los Premios Óscar, pero no fue nominada.

## Sinopsis
Una niña que vive con su abuela se ve obligada a vender plátanos en las calles para sobrevivir después de que su colegio cierre por culpa de asuntos sanitarios y corrupción. En su lucha diaria, sufrirá abusos incluso por parte de los que supuestamente tienen que protegerla.

## Reparto
- Kelvin Maxwell Ngoma como Lipenga
- Edwin Chonde como Sr. Mussa
- Hannah Sukali como Fatsani
- Patrick Mhango como Sr. Pilato Chipwanya